# Корфлювек
Корфлювек — интраназальная векторная вакцина против вируса SARS-CoV-2, вызывающего заболевание COVID-19, разработанная Санкт-Петербургским ФГБУ «НИИ гриппа им. А. А. Смородинцева» Минздрава России. Основана на вирусном векторе на базе ослабленного вируса гриппа. Согласно заявлениям разрабочиков, вакцина защищает одновременно от нескольких штаммов SARS-CoV-2 и вируса гриппа, а её регистрация ожидалась в 2022 году. Доклинические исследования препарата завершены в 2021 году. На октябрь 2021 шёл набор добровольцев для участия в клиническом исследовании.